# Thalamus McGhee
Thalamus McGhee (* 28. August 1975 in Houston, Texas) ist ein ehemaliger US-amerikanischer Basketballspieler. Nach dem Studium in seinem Heimatland wurde McGhee Profi in Europa. Nach Karrierebeginn in der deutschen Basketball-Bundesliga spielte McGhee überwiegend in Italien, bevor er 2005 seine professionelle Karriere bereits mit 30 Jahren beim HKK Široki in Bosnien und Herzegowina beendete.

## Karriere
Nach der High School ging McGhee 1993 an das „Junior College“ Trinity Valley im Dallas-Fort-Worth-Metroplex, das auch der NBA All-Star Shawn Kemp kurzzeitig besucht hatte. Mit der Hochschulmannschaft Cardinals gewann er zweimal die „Foureen Conference“-Meisterschaft in der National Junior Collegiate Athletic Association. 1995 setzt er sein Studium an der University of Alabama fort, wo er in der Hochschulmannschaft Crimson Tide den späteren Olympiasieger und NBA All-Star Antonio McDyess ersetzen sollte, der sich nach zwei Jahren bereits zum NBA Draft angemeldet hatte. Dies gelang McGhee nur bedingt. Die Crimson Tide erreichten aber 1996 das Final-Four-Turnier im National Invitation Tournament und belegten dort den vierten Platz. Nach zwei Jahren bei den Crimson Tide war aber dann für McGhee im NBA-Draft 1997 kein Platz in der Liste der ausgewählten Spieler.
McGhee wurde 1997 trotzdem Profi und unterschrieb bei den Basket Bayreuth in der deutschen Basketball-Bundesliga. Die Mannschaft war nach der Trennung vom Hauptsponsor Steiner Optik, mit dem man zweimal Meister geworden war, wirtschaftlich und dann auch sportlich in der höchsten Spielklasse nicht mehr konkurrenzfähig und konnte sich in der Basketball-Bundesliga 1998/99 als Tabellenletzter auch in der Qualifikationsrunde mit den besten Zweitligisten den Klassenerhalt nicht mehr sichern. Nach wenigen Spielen für Apollon im zyprischen Limassol 1999 bekam McGhee in der Saison 2000/01 einen Vertrag in Italien bei Snaidero aus Udine in der Lega Basket Serie A. Der Verein stellte ihn Ende Februar 2001 frei, holte ihn aber für die Play-offs um die Meisterschaft zurück, in denen man in der ersten Runde in fünf Spielen ausschied. Zu Beginn der folgenden Spielzeit spielte McGhee im Oktober 2001 für den französischen Meister ASVEL aus Villeurbanne unter anderem in der EuroLeague 2001/02, bevor er bereits im November 2001 nach Italien zurückkehrte und für DeVizia aus Avellino spielte, die sich zwar den Klassenerhalt sichern konnten, aber die Play-offs erneut verfehlten.
Anfang November 2002 bekam McGhee dann einen Vertrag beim italienischen Zweitligisten Bipop Carire aus Reggio nell’Emilia in der LegADue, die in der Saison zuvor nur sehr knapp den Wiederaufstieg in die höchste Spielklasse verpasst hatten. In der Saison 2002/03 schied man jedoch bereits in der ersten Play-off-Runde um den Aufstieg aus und McGhee wechselte erneut den Verein und ging zum neuen Ligakonkurrenten aus Sassari auf Sardinien, der 2003 den Aufstieg und die Rückkehr in die zweithöchste Spielklasse erreicht hatte. In der Saison 2003/04 verpasste man jedoch zunächst die Aufstiegs-Play-offs. Nachdem McGhee zwischenzeitlich in Uruguay und in Venezuela versuchte er in der Saison 2005/06 ein Comeback in Europa und spielte für den ehemaligen bosnischen Meister Široki Eronet aus Široki Brijeg in Bosnien und Herzegowina. Dies war jedoch nicht von Erfolg und der Verein stellte McGhee zum Jahreswechsel frei. Anschließend war McGhee professionell nicht mehr aktiv.